# Lyndon Mustoe
Lyndon Mustoe est né le 30 janvier 1969 à Caerleon (Pays de Galles). C’est un ancien joueur de rugby à XV, qui a joué avec l'équipe du Pays de Galles de 1995 à 1998, évoluant au poste de pilier (1,85 m pour 114 kg). Il a joué avec le club de Cardiff Blues ou de Bridgend.

## Carrière
Il a disputé son premier test match le 11 novembre 1995, contre l'équipe des Fidji.
Lyndon Mustoe n'a pas participé à la Coupe du monde de rugby à XV.
Il a joué avec les Cardiff Blues en Coupe d'Europe (14 matchs entre 1995 et 2000) et en Celtic league.
- Cardiff Blues 1995-2000
- Bridgend 2000-2001

## Palmarès
- En équipe nationale : 10 sélections 
  - Sélections par année : 1 en 1995, 2 en 1996, 4 en 1997, 3 en 1998
  - Tournoi des Cinq Nations disputé : 1998